# آل عبد الرحمن (لودر)

تعديل مصدري - تعديل

آل عبد الرحمن هي إحدى قرى عزلة زارة بمديرية لودر التابعة لمحافظة أبين، بلغ تعداد سكانها 276 نسمة حسب تعداد اليمن لعام 2004.